# Plane Ergänzung
Plane Ergänzung este o arie protejată (sit de importanță comunitară — SCI) din Germania întinsă pe o suprafață de 325,85 ha, integral pe uscat.

## Localizare
Centrul sitului Plane Ergänzung este situat la coordonatele 52°13′21″N 12°35′39″E / 52.2225°N 12.5942°E.

## Înființare
Situl Plane Ergänzung a fost declarat sit de importanță comunitară în martie 2004 pentru a proteja 4 specii de animale.

## Biodiversitate
Situată în ecoregiunea continentală, aria protejată conține 4 habitate naturale: Cursuri de apă de la nivel de câmpie la nivel montan, cu vegetație Ranunculion fluitantis și Callitricho-Batrachion, Pajiști cu Molinia pe soluri calcaroase, turboase sau argilos-nămoloase (Molinion caeruleae), Liziere de ierburi înalte hidrofile de câmpie și de nivel montan până la alpin, Păduri aluvionare cu Alnus glutinosa și Fraxinus excelsior (Alno-Padion, Alnion incanae, Salicion albae).
La baza desemnării sitului se află mai multe specii protejate:
- mamifere (2): castor (Castor fiber), vidră de râu (Lutra lutra)
- pești (2): avat (Aspius aspius), cicar (Lampetra planeri)